# TAM 110 T7 B/BV
TAM 110 T7 B/BV — югославський армійський вантажний автомобіль із колісною формулою 4х4. 

## Історія
В 1965 Міністерство транспорту Югославії сформувало робочу групу для розробки лінійки вантажівок для потреб армії. Її результатом стали п'ять типів вантажівок: 0,75 тонн класу 4x4, 1,5 тонни 4x4, 3-х тонний 6x6,6-ті тонний 6x6, а також 9-ті тонний 8x8. 
В 1976 1,5-тонний 4x4 був реалізований фірмою Tovarna avtomobilov Maribor як TAM 110 T7 B/BV. Виготовлявся до 1991. Вантажівка могла транспортувати 1500 кг по бездоріжжю та 2500 кг на дорозі з твердим покриттям. 

## Модифікації
- стандарт. Вантажівка могла перевозити 12+2 солдат з озброєнням, вантажі, а також легку артилерію на причепі (до 1500 кг).

- AL-RH. Мобільна лабораторія в кунгзі

- мобільна радіостанція

- S.4. Польова медична машина

- HAK. Кран вантажопідйомністю 4,5 тонни

- BMB. База для бурового станка

- пожежна машина

- міні-бус для 16 пасажирів

- Ris (Рись) броньованна машина.

## Експлуатанти
- Боснія та Герцеговина
- Хорватія
- Македонія
- Сербія
- Словенія

## Галерея

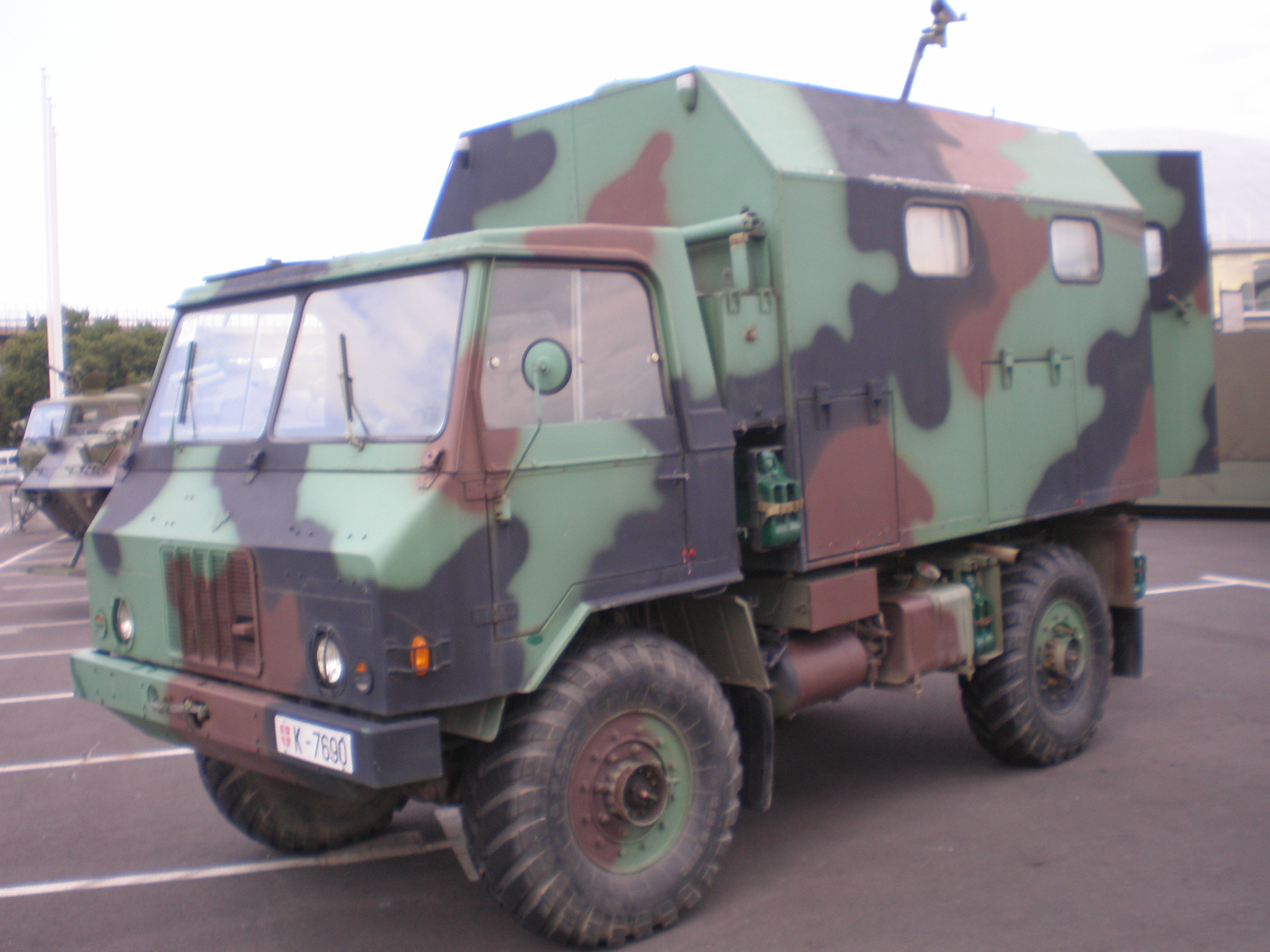
TAM 110 T7 B/BV AL-RH мобільна лабораторія, сербська армія
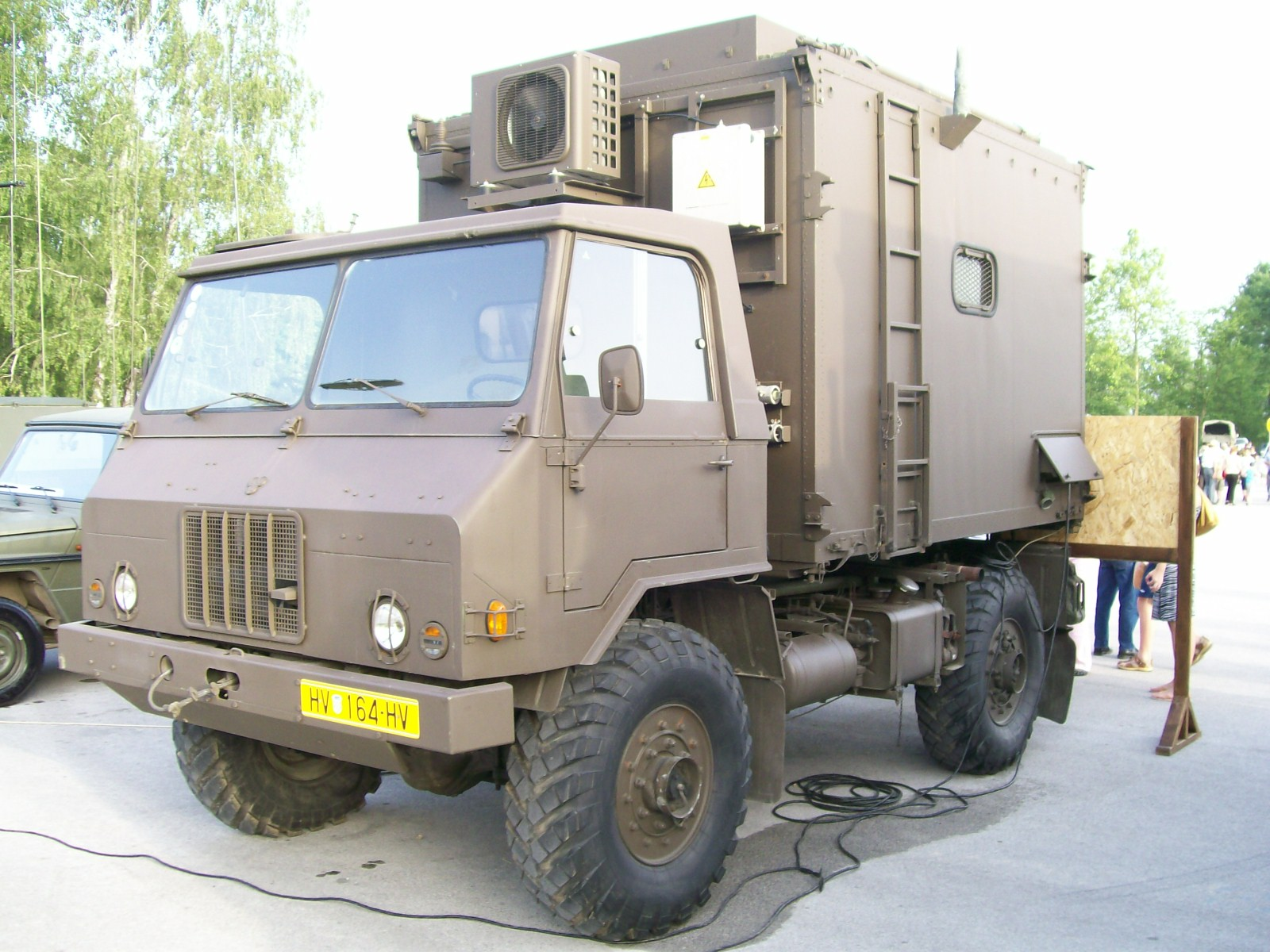
TAM 110 T7 B/BV мобільна радіостанція, хорватська армія
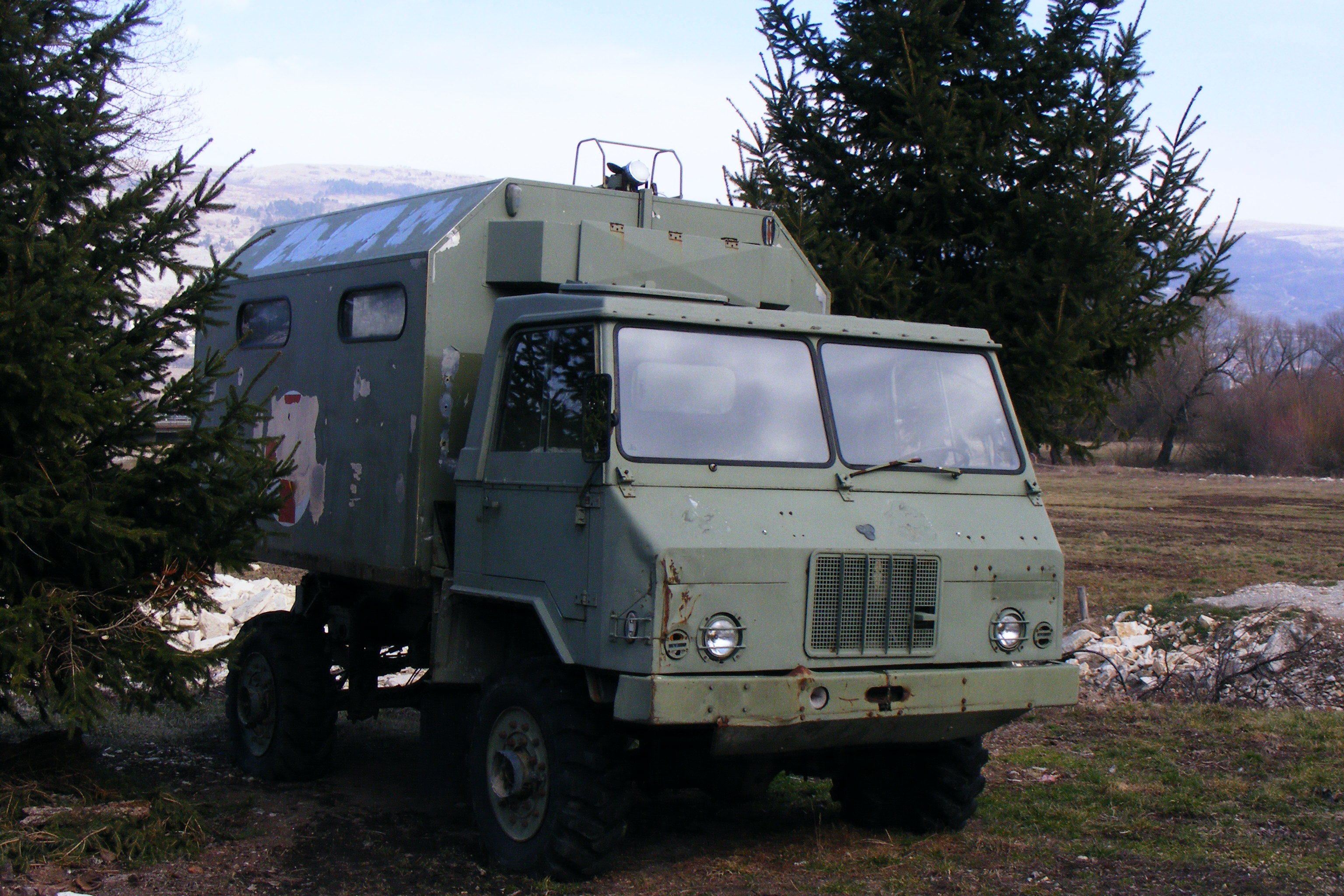
TAM 110 T7 B/BV S-4 польова медична машина, ЮНА
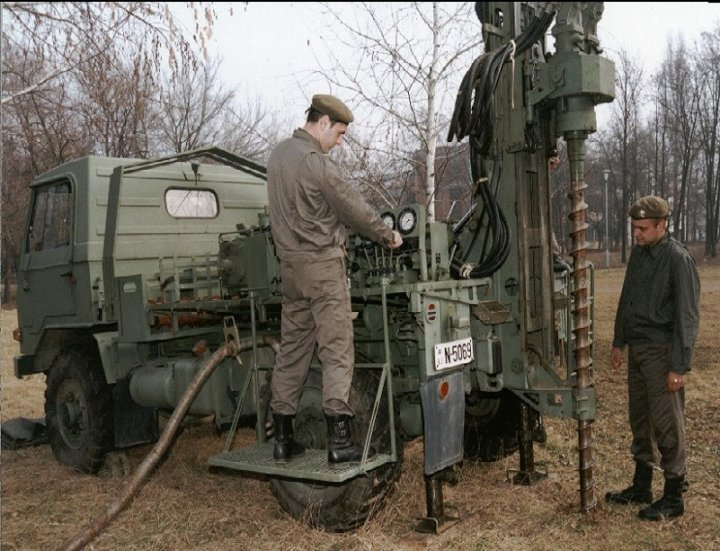
TAM 110 T7 B/BV як платформа для бурового станка (BMB).
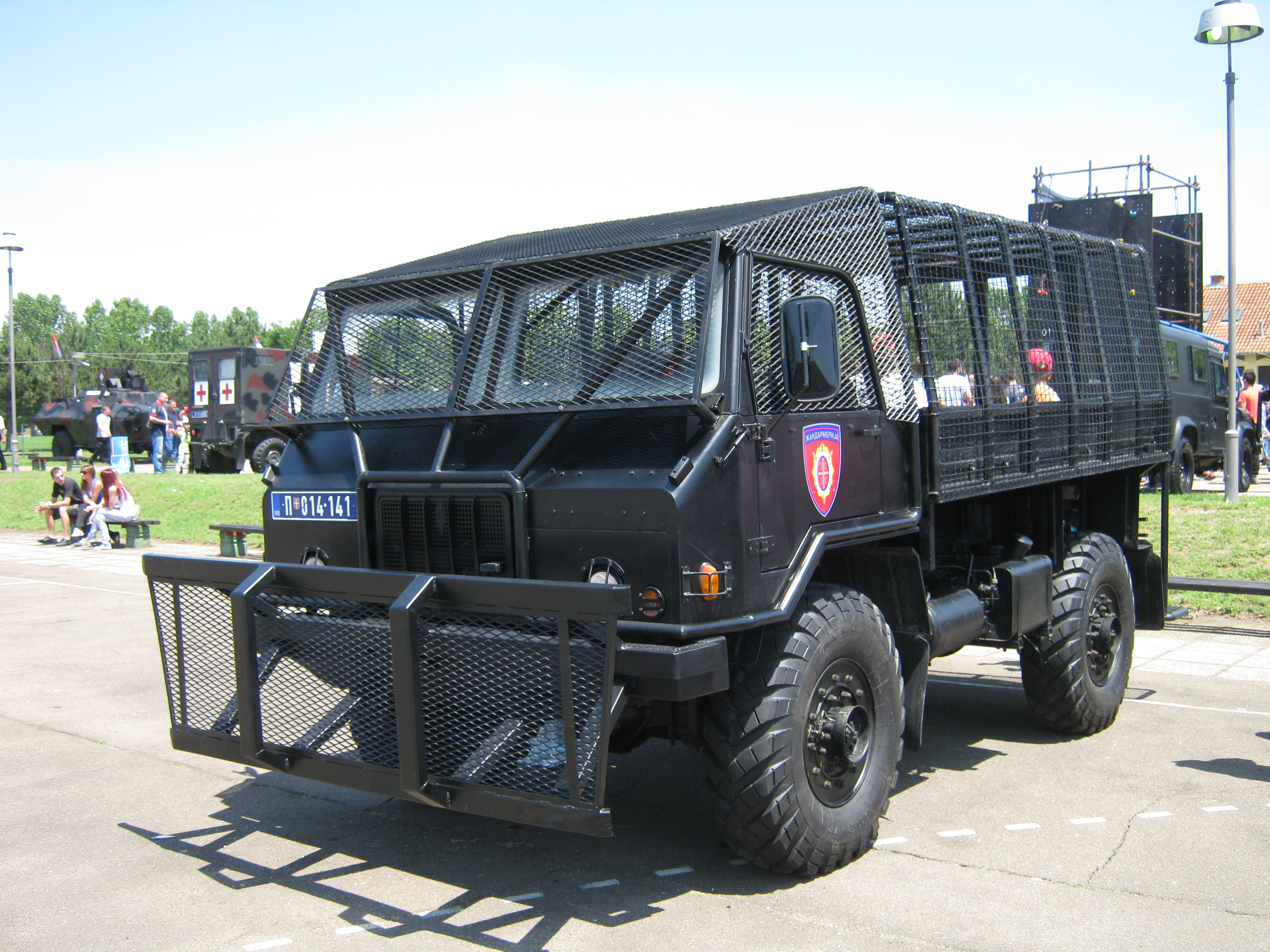
TAM 110 T7 B/BV сербської жандармерії
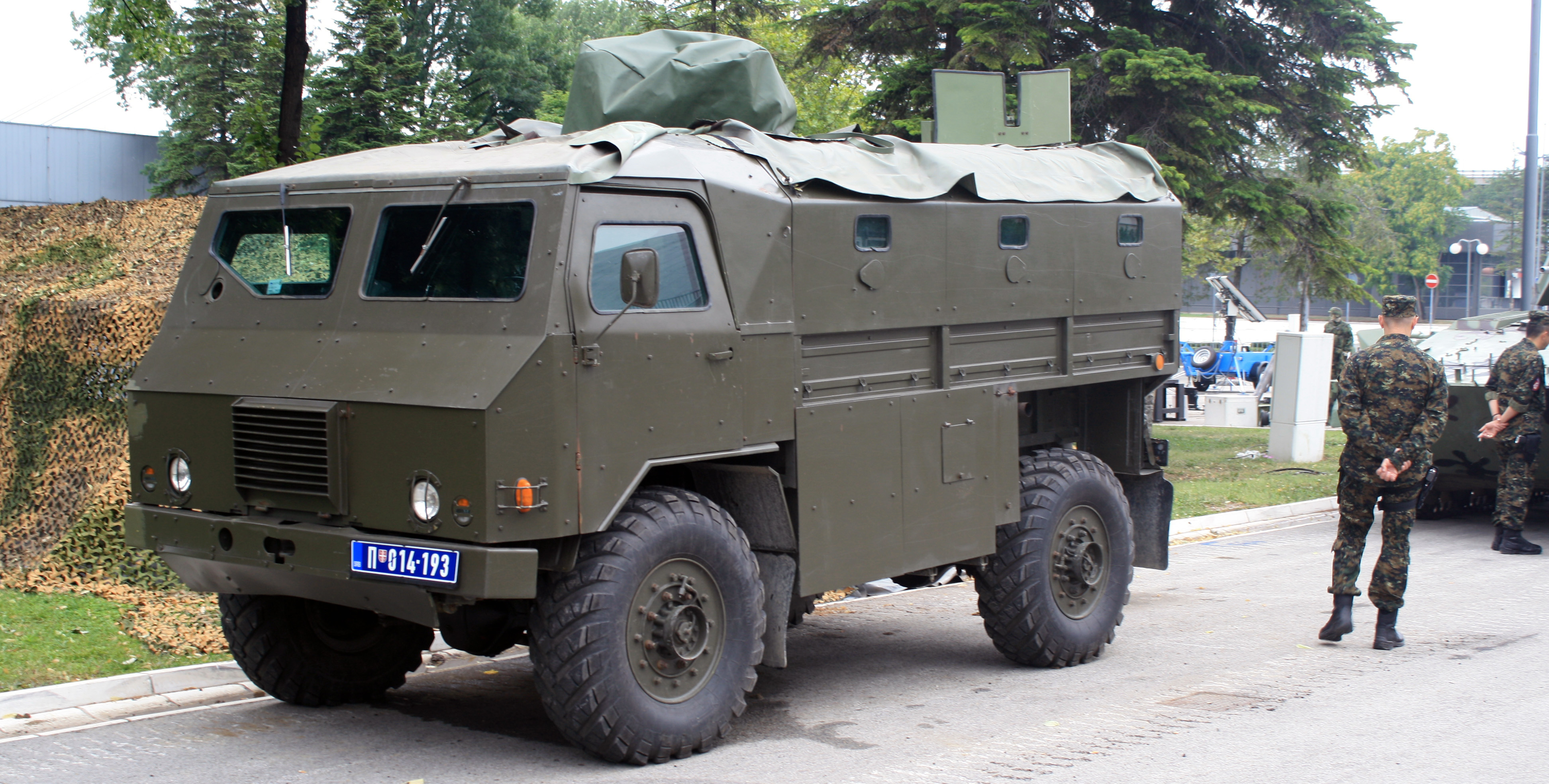
TAM 110 T7 B/BV Ris броньована машина
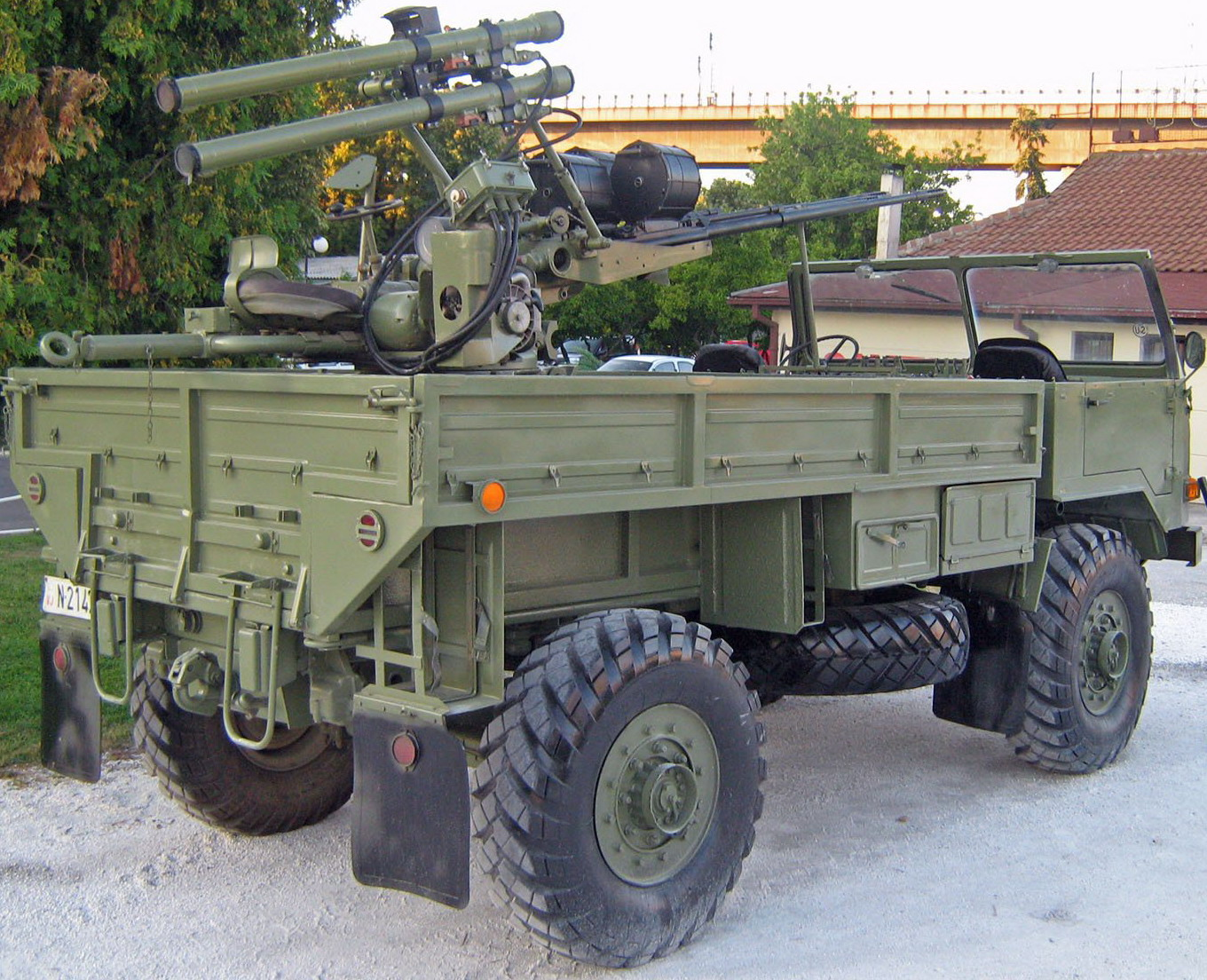
Машина ППО